# Oliverotto da Fermo

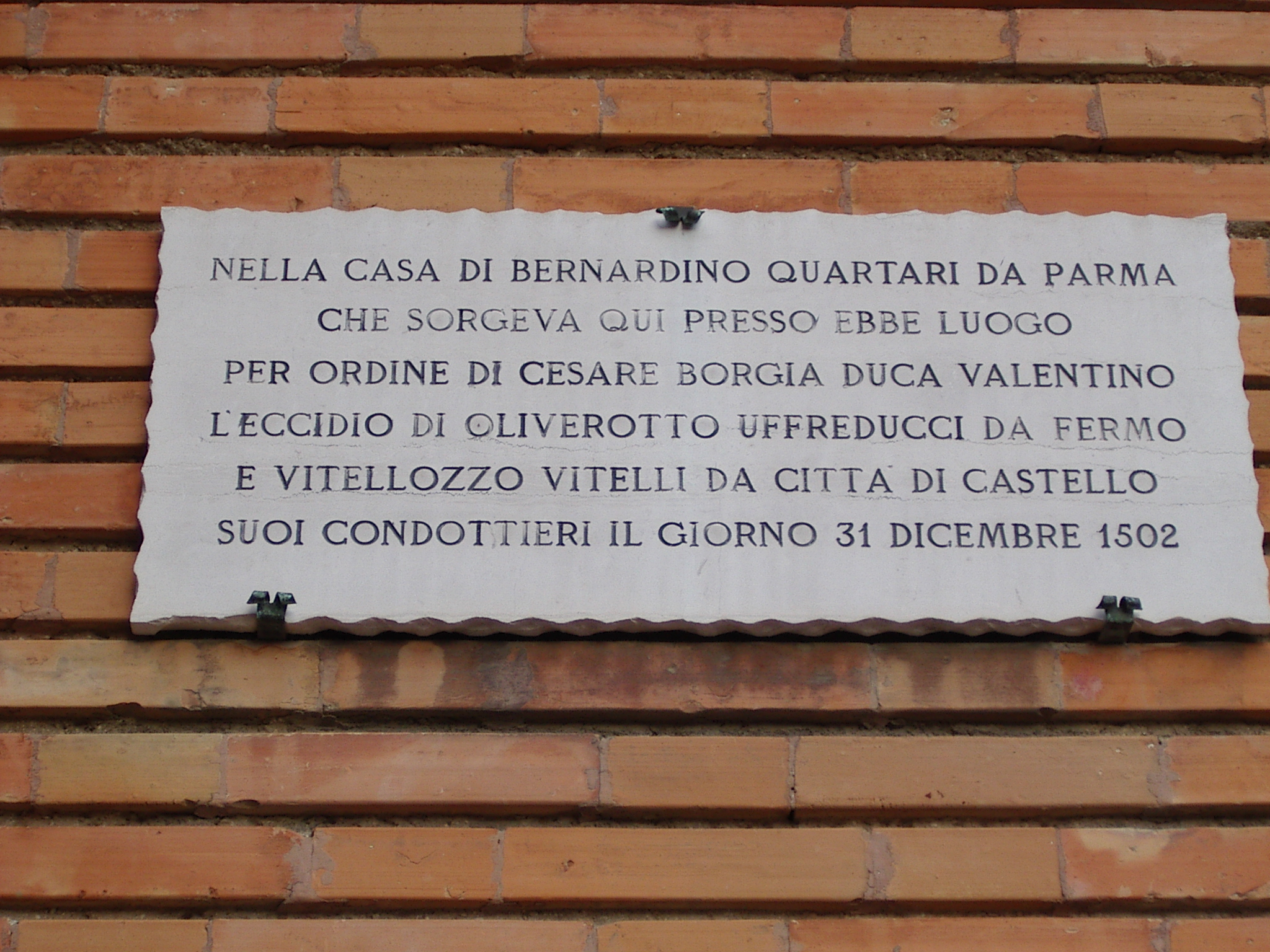
Placa conmemorativa en la casa de Senigallia en la que fueron asesinados Oliverotto y Vitellozzo Vitelli.

Oliverotto Euffreducci, más conocido como Oliverotto da Fermo (Fermo, 1475-Senigallia, 31 de diciembre de 1502), fue un condotiero italiano y señor de Fermo durante el papado de Alejandro VI. Su carrera fue descrita por Nicolás Maquiavelo en El Príncipe.
Fue hijo de Giovanni Euffreducci y de una hermana de Giovanni Fogliani de Fermo.

## Biografía

### Primeros años y ascenso
Durante su juventud fue criado por su tío Giovanni Fogliani, tras quedar huérfano. Fue enviado para servir como soldado bajo el condotiero Paolo Vitelli, con el que ganó sus primeros cargos, y a la muerte de este, bajo su hermano Vitellozzo, de quien fue su comandante. Su ambición creció, queriendo tomar su ciudad natal, Fermo, para sí. En 1495 Oliverotto se asoció con Paolo Vitelli y combatió primero en Pisa y luego por los franceses en Nápoles, para unos años más tarde luchar contra los venecianos. En 1499, ambos luchaban por la República de Florencia contra Pisa, pero fueron acusados de traición por la primera. Vitelli fue ejecutado sumariamente, pero Oliverotto logró salvarse gracias a la intervención del gobierno de Fermo. Entonces se unió a Vitellozzo, hermano de Paolo, y entraron al servicio de César Borgia. En consecuencia, escribió a su tío Fogliani, diciendo que deseaba reunirse con él, de modo que Fogliani lo invitó a alojarse en su propia mansión en Fermo. Oliverotto preparó un banquete formal al que invitó a gente prominente de la ciudad, a lo que siguió lo citado por Maquiavelo:

Después de consumir los manjares y de concluir con los entretenimientos que son de use en tales ocasiones, Oliverotto, deliberadamente, hizo recaer la conversación, dando ciertos peligrosos argumentos, sobre la grandeza y los actos del papa Alejandro y de César, su hijo; y come a esos argumentos contestaron Juan y los otros, se levantó de pronto diciendo que convenía hablar de semejantes temas en lugar más seguro, y se retiró a una habitación a la cual lo siguieron Juan y los demás ciudadanos. Y aún éstos no habían tomado asiento cuando de algunos escondrijos salieron soldados que dieron muerte a Juan y a todos los demás.

Tras el crimen, Oliverotto puso bajo sitio el palacio del consejo de gobierno, y siendo temido por todos, estableció una dictadura que sería admirada por los estados vecinos.

### Caída y legado
En mayo de 1502, Oliverotto conquistó Camerino para César Borgia. Sin embargo, al darse cuenta de que el duque Valentino era cada vez más poderoso, asistió en julio a la reunión de La Magione con Giambattista, Paolo y Francesco Orsini, Gian Paolo Baglioni, Pandolfo Petrucci, Vitelli y otros. A pesar de que Oliverotto estaba en contra de la reconciliación de Paolo Orsini con César, tomó Senigallia para recuperar el favor de su amo, perdido tras la rebelión de los conjurados. Pero esto no cambió los planes secretos del Borgia, quien lo arrestó para ser estrangulado a la vez que Vitellozzo Vitelli por su sicario Micheletto Corella el 31 de diciembre de 1502. Oliverotto fue sucedido por su hijo Ludovico, que gobiernó hasta su muerte en la batalla de Monto Giorgio en 1520, tras la que Fermo pasó a someterse directamente ante la Santa Sede.
Fue inmortalizado en El Príncipe de Maquiavelo junto a Agatocles, como un ejemplos de líderes que llegaron al poder por la vía criminal. Es además retratado como cruel y astuto.

## Cultura popular
- Oliverotto hace una aparición en el cortometraje Assassin's Creed: Ascendance, de Ubisoft, en el que se relata el ascenso al poder de César Borgia.